# Jules François Bouvattier
Pour les articles homonymes, voir Bouvattier.
Jules François Bouvattier, né le 5 novembre 1808 à Paris et mort le 16 juin 1884 à Coutances (Manche), est un homme politique français.
Fils d'un négociant parisien, il entre dans l'armée. Il démissionne en 1835 et se fixe à Avranches. Conseiller municipal, puis maire d'Avranches en 1841, il est conseiller général en 1842. Il est député de la Manche de 1849 à 1851, siégeant à droite. Il proteste contre le coup d’État du 2 décembre 1851, puis se rallie au régime. Il est sous-préfet d'Avranches de 1852 à 1870.

## Sources
- « Jules François Bouvattier », dans Adolphe Robert et Gaston Cougny, Dictionnaire des parlementaires français, Edgar Bourloton, 1889-1891 [détail de l’édition]